# Ponte Neroniana
Ponte Neroniana (em latim: Pons Neronianus), chamada também de Ponte de Nero, era uma ponte romana em Roma construída durante o reinado do imperadores Calígula ou Nero para ligar a parte ocidental do Campo de Marte ao Campo Vaticano, onde a família imperial tinha várias propriedades ao longo da via Cornélia.

## História
Não existem evidências diretas de que Nero de fato tenha construído esta ponte batizada com seu nome. É possível que ela tenha recebido este nome simplesmente por que a região à direita do Tibre além da ponte era chamada de "Planície de Nero" ainda na Idade Média, o que teria levado os habitantes de Roma, sem saber as origens da ponte arruinada, a batizaram com o nome da região e não do imperador propriamente dito. Seja qual for a sua origem, a ponte deu a Nero acesso fácil aos "Jardins de Agripina", como era chamada a propriedade de sua mãe, Agripina, a Jovem, a jusante do outro lado do rio, que contava com um belo pórtico.
O imperador Calígula construiu um circo do outro lado rio. O historiador Tácito afirma que foi nele, rebatizado como Circo de Nero, que o imperador Nero executou os cristãos que foram acusados pelo grande incêndio de 64 d.C. para entreter o povo de Roma depois da tragédia. Acredita-se que Nero tenha substituído uma ponte de madeira na Via Triunfal (em latim: via Triumphalis) com uma outra em cantaria batizada em sua homenagem, a Ponte Neroniana (Pons Neronianus), ou ainda Ponte Triunfal (Pons Triumphalis), por causa da via que passava sobre ela. A população em geral cruzava esta ponte para ir ao Circo de Nero. A Ponte de Nero também foi chamada de Ponte do Vaticano (Pons Vaticanus) por sua ligação com a região.
Começando com Tito, os imperadores romanos vitoriosos passaram a celebrar seus triunfos entrando em Roma marchando através da Ponte de Nero ao longo da via Triunfal. É provável que a ponte não fosse capaz de aguentar o tráfego do dia-a-dia em Roma, pois, em menos de um século, o imperador Adriano construiu a Ponte Élio a menos de 200 metros a Montante e ela possivelmente já estava arruinada no século IV, uma evidência citada pela primeira vez por Henri Jordan, que se baseou numa passagem de Prudêncio:
| “ | Ibimus ulterius, qua fert uia pontis Hadriani, laeuam deinde fluminis petemus. Transtiberina prius soluit sacra peruigil sacerdos, mox huc recurrit duplicatque uota. Cruzaremos por onde o caminho da ponte de Adriano nos leva, então procuraremos a margem esquerda do rio. Primeiro o padre insone realiza os ritos transtiberinos, e então corre de volta para este lado para repetir suas preces. | ” |

Prudêncio ainda estava vivo quando Honório e Arcádio construíram o arco triunfal referido no texto citado sobre uma cerimônia dupla, realizada na Basílica de São Pedro e na Basílica de São Paulo Extramuros, que afirma que a rota para São Pedro a partir da margem esquerda cruzava a "ponte de Adriano", que era a Ponte Élio a montante. Como a passagem pela Ponte Neroniana teria encurtado o caminho, fica claro que ela já não era mais utilizada na época.
Na Idade Média, ela certamente já era chamada de Pons ruptus ("Ponte quebrada"), por sua condição. No século XV, o papa Júlio II planejou restaurá-la, mas o plano não foi adiante.
Ela não foi mencionada nas fontes literárias clássicas e nem nos catálogos regionais; foi mencionada apenas na Mirabilia Urbis Romae e na  Graphia Aureae Urbis Romae como uma das ruínas de Roma que ainda podiam ser vistas na época. Ela também não foi mencionada no relato de Procópio sobre o cerco de Roma pelos godos em 537.

## Localização
A Ponte Neroniana cruzava o rio logo abaixo da moderna Ponte Vittorio Emanuele II, mas num ângulo ligeiramente diferente, como comprovam os fragmentos da antiga estrutura ainda existentes. Quando o nível do Tibre está suficientemente baixo, é possível ver as fundações de uma das quatro colunas que antigamente suportavam a ponte. No século XIX, todos os pilares ainda eram visíveis acima do nível da água, mas eles foram removidos depois para permitir a navegação segura pelo Tibre.

## Galeria

Imagens da ponte
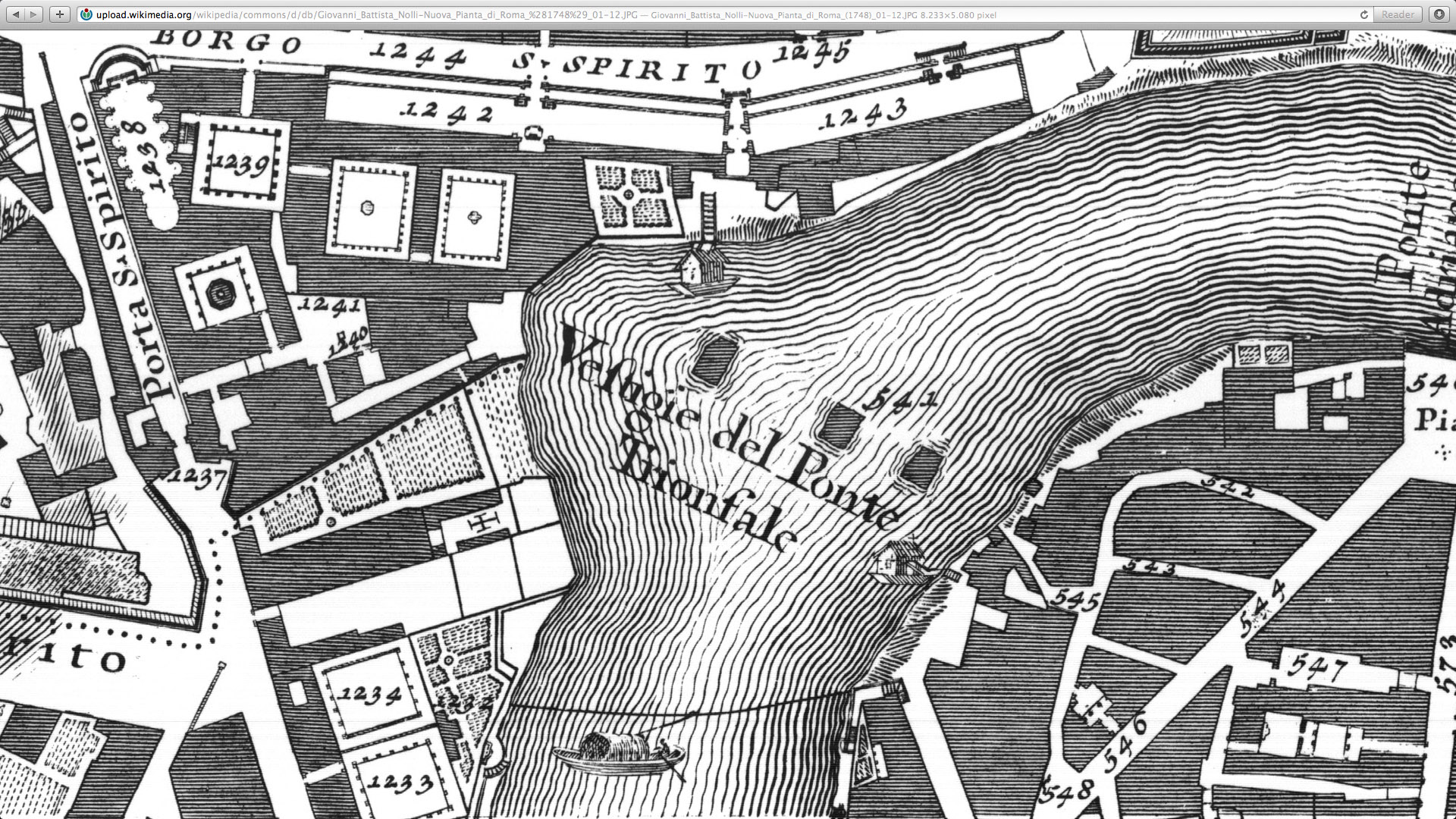
Ponte Neroniana no Mapa de Nolli (1748).
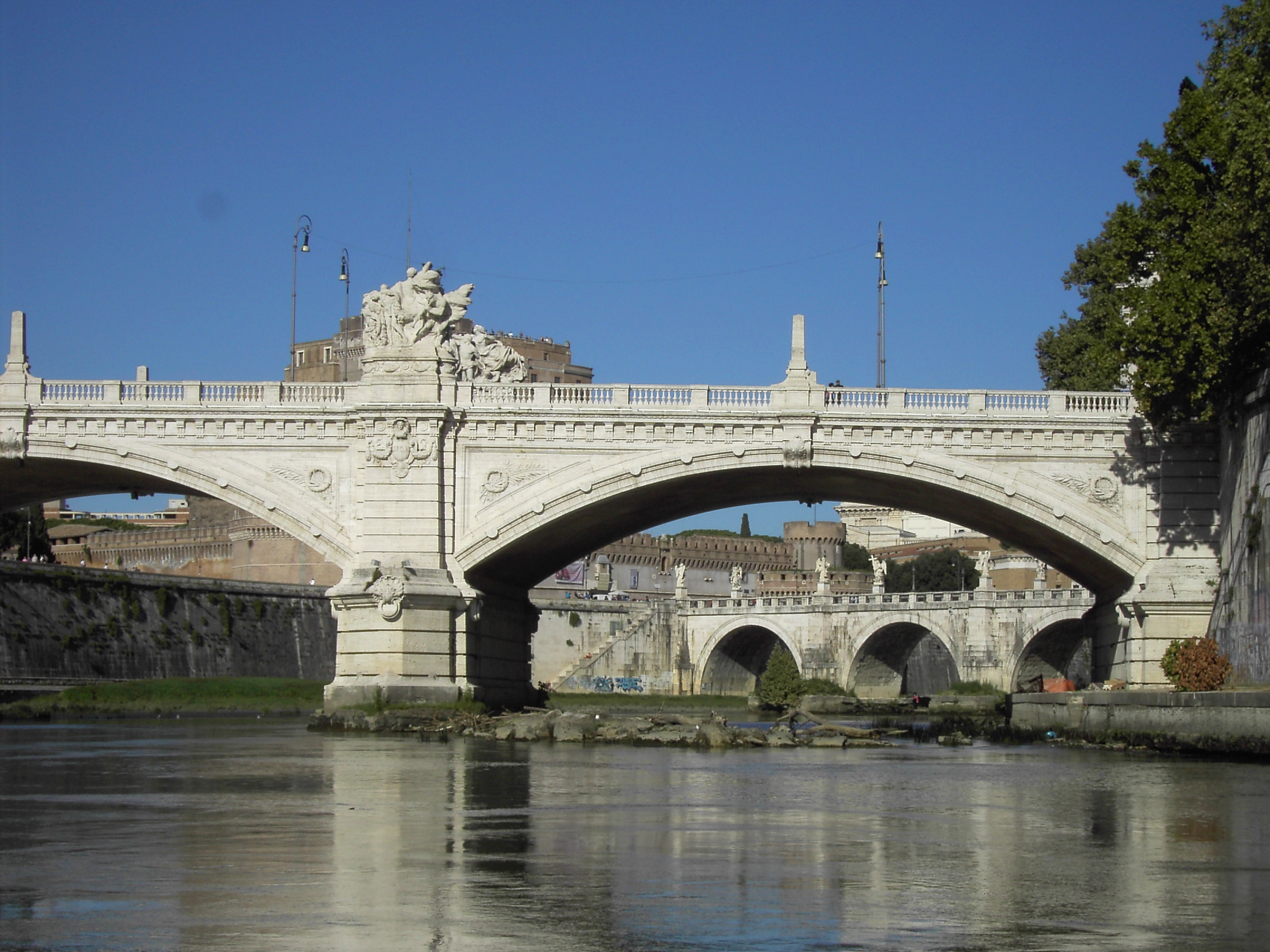
Vestígios perto da Ponte Vittorio Emanuele II. Mais acima, a Ponte Élio ("Ponte de Adriano").
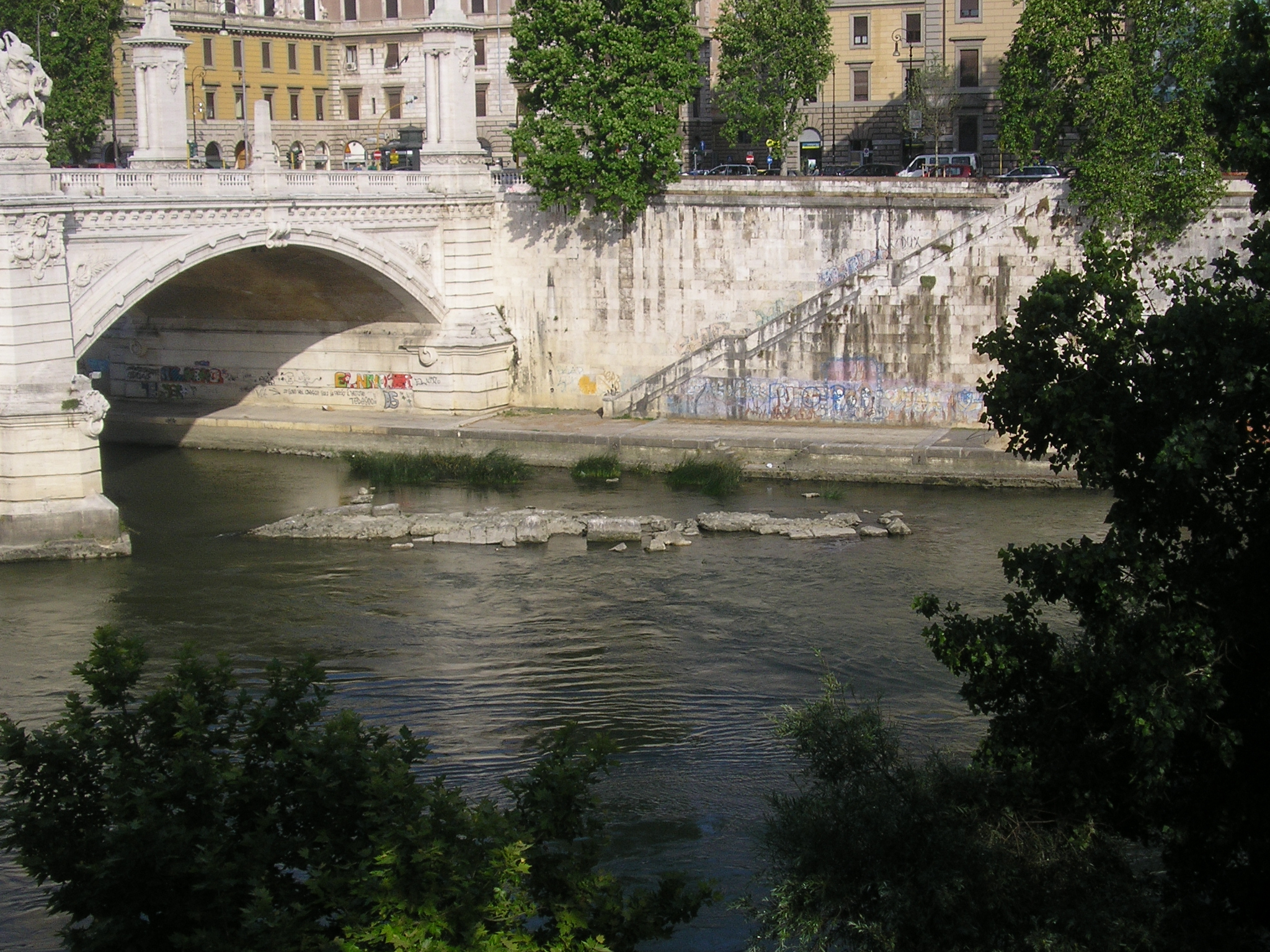
Vestígios.
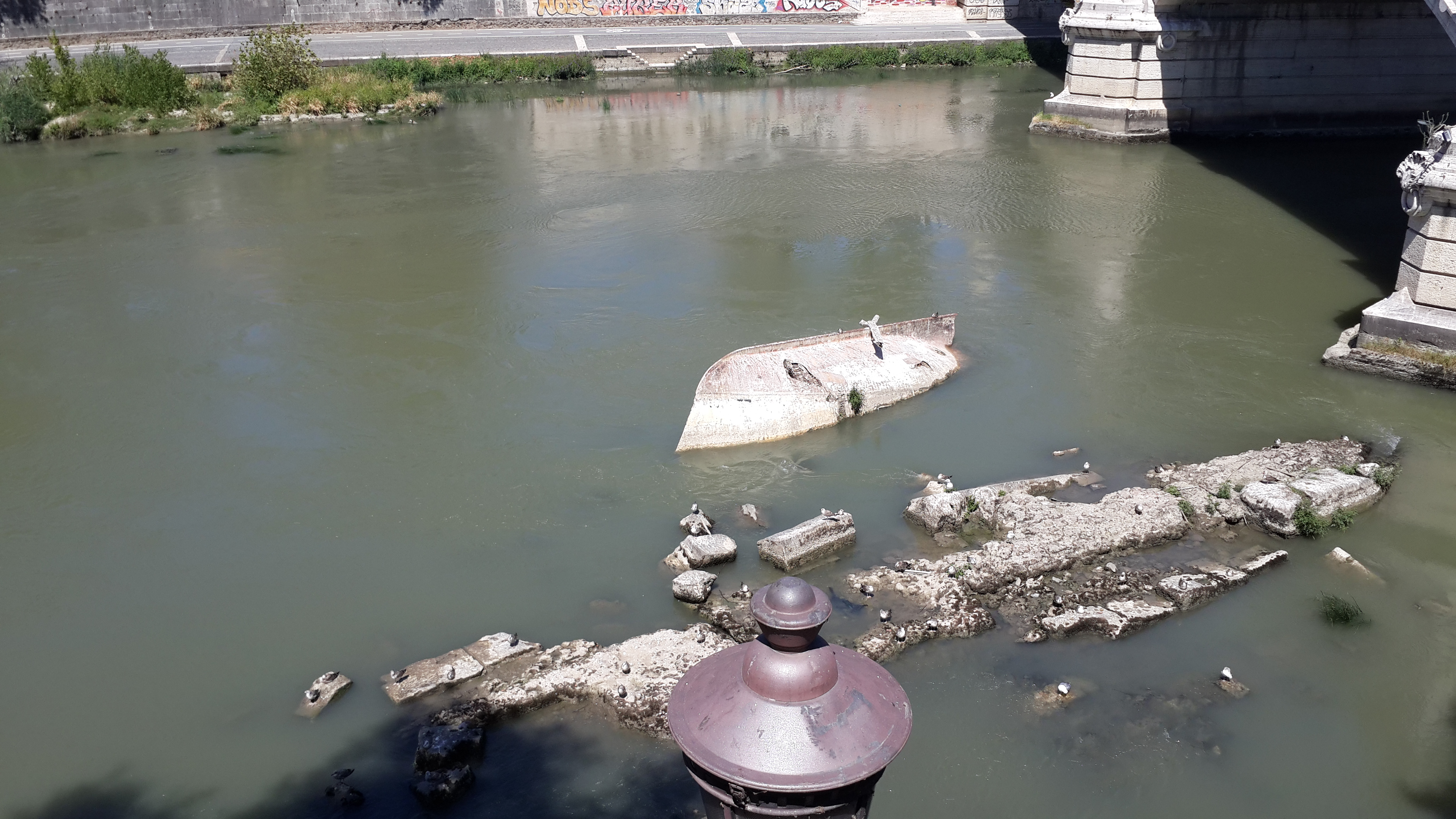
Vestígios.